# Ágios Mýron (Héraklion)
Ágios Mýron, en grec moderne : Άγιος Μύρων, est un village du dème de Héraklion, dans le district régional de Héraklion, de la Crète, en Grèce. Selon le recensement de 2011, la population d'Ágios Mýron compte 612 habitants.
Le village est situé à une altitude de 440 mètres et à une distance de 18 km de Héraklion.
La localité tient son nom de Myron de Crète (el). L'église Saint-Myron, située au cœur du village, abrite le tombeau de ce saint local.